# بورسیه فولبرایت
برنامه فولبرایت، شامل برنامه فولبرایت-هیز، یک برنامه رقابتی سطح عالی مبتنی بر شایستگی برای دریافت کمک‌های مالی برای مبادله آموزشی بین‌المللی برای دانش‌جویان، پژوهشگران، استادان دانشگاه، حرفه‌ای‌ها، دانش‌مندان، و هنرمندان است. این برنامه توسط سناتور ایالات متحده آمریکا، جیمز ویلیام فولبرایت، در ۱۹۴۶ (میلادی) راه‌اندازی شد.
از طریق این برنامه، شهروندان آمریکایی منتخب یا شهروندان کشورهای دیگر از جمله دانشجویان، دانش پژوهان، معلمان، متخصصان، دانشمندان و هنرمندان ممکن است بورسیه یا کمک هزینه تحصیلی، انجام تحقیقات، تدریس، یا اعمال استعدادهای خود را دریافت کنند. این برنامه سالانه تقریباً ۸۰۰۰ کمک هزینه ارائه می‌دهد که شامل تقریباً ۱۶۰۰ کمک هزینه به دانشجویان ایالات متحده، ۱۲۰۰ کمک هزینه به دانش پژوهان ایالات متحده، ۴۰۰۰ به دانشجویان خارجی، ۹۰۰ کمک هزینه به دانش پژوهان خارجی و چندصد به معلمان و متخصصان می‌شود.
برنامه فولبرایت توسط سازمان‌های همکار مانند موسسه آموزش بین‌المللی اداره می‌شود و در بیش از ۱۶۰ کشور در سراسر جهان فعالیت می‌کند. دفتر امور آموزشی و فرهنگی وزارت امور خارجه ایالات متحده از برنامه فولبرایت حمایت می‌کند و از طریق لایحه‌های تخصیصی سالانه از کنگره ایالات متحده بودجه دریافت می‌کند. حمایت مستقیم و غیرنقدی اضافی از سوی دولت‌های شریک، بنیادها، شرکت‌ها و موسسات میزبان در داخل و خارج از ایالات متحده ارائه می‌شود. در ۴۹ کشور، کمیسیون دو ملیتی فولبرایت آنرا مدیریت و نظارت می‌کنند. در کشورهایی که کمیسیون فولبرایت ندارند، بخش روابط عمومی سفارت ایالات متحده بر برنامه نظارت دارد. بیش از ۳۷۰۰۰۰ نفر از زمان شروع در این برنامه شرکت کرده‌اند. ۶۲ فارغ‌التحصیل فولبرایت برنده جایزه نوبل شده‌اند. ۸۸ نفر برنده جایزه پولیتزر شده‌اند.
در مارس ۲۰۲۴، دولت روسیه مؤسسه آموزش بین‌المللی (IIE) و مناظر فرهنگی آن را در روسیه «نامطلوب» اعلام کرد. این تصمیم عملاً به برنامه فولبرایت پایان داد که از سال ۱۹۷۳–۱۹۷۴ در اتحاد جماهیر شوروی تأسیس شده بود.

## کمیسیون فولبرایت ایران
در ایران کمیسیون فولبرایت از ۱۳۲۸ به ریاست دکتر عیسی صدیق و عضویت دکتر سیاسی و دکتر رضازاده شفق و دکتر گرنی و دو آمریکایی دیگر در هیت مدیره تأسیس شد و تا زمان انقلاب فعال بود. برخی آنرا اقدام آمریکا برای گسترش نفوذ خود و تربیت نخبگان کشورهای جهان سوم متمایل به خود دانسته‌اند. از دریافت کنندگان این بورس می‌توان به افراد زیر اشاره کرد:

کشورهای دارای برنامه‌های دانشجویی فولبرایت و دانش‌پژوه فولبرایت دوجانبه با ایالات متحده (تا تاریخ ۲۰۲۰). سایه روشن کشورهایی را نشان می‌دهد که فقط برنامه‌های پژوهشگر فولبرایت دارند. (برنامه‌های فولبرایت چین و هنگ کنگ با فرمان اجرایی ریاست جمهوری در ۱۳ ژوئیه ۲۰۲۰ خاتمه یافتند)
East Asia and the Pacific
Europe and Eurasia
Middle East and North Africa
South and Central Asia
Sub-Saharan Africa
Western Hemisphere

محمد حجازی
مصطفی فرمان آرا
حسین فرهودی
کاظم کاظمینی
ضیاءالدین خلعتبری
حمید رهنما
احمد سعیدی
علی اصغز صفیاری
لطف‌الله ترقی
محمد عامری
دکتر مهدی جلالی
دکتر بهمن کریمی
ابولافضل صدری
مجتبی مینوی
محمد سعیدی
ابوالقاسم غفاری
محسن هشترودی
رفعتی افشار
محمد حسن کردبچه
محمد شاهکار
جعفر بهبهانیان
حیدر علی غفاری
حسین شجره
یورا عبدلین
دکتر محمود مهران
رضا حکمت
ناصر ذولفقارری
محمد علی هدایتی
محمد حسین اسدی
دکتر محسن عزیز
غلامرضا سلحشور
یحیی ابوالفتوح
اسدالله اعلم
هوشنگ سمیعی
طاهر عزیزی
شجاع الدین ملایری
مهرانگیز دولتشاهی
جعفر شریف امامی
جواد سعیدی فیروزآبادی
نصرالله هنجی
محمد قراگزلو
منوچهر خلخالی

## نگارخانه

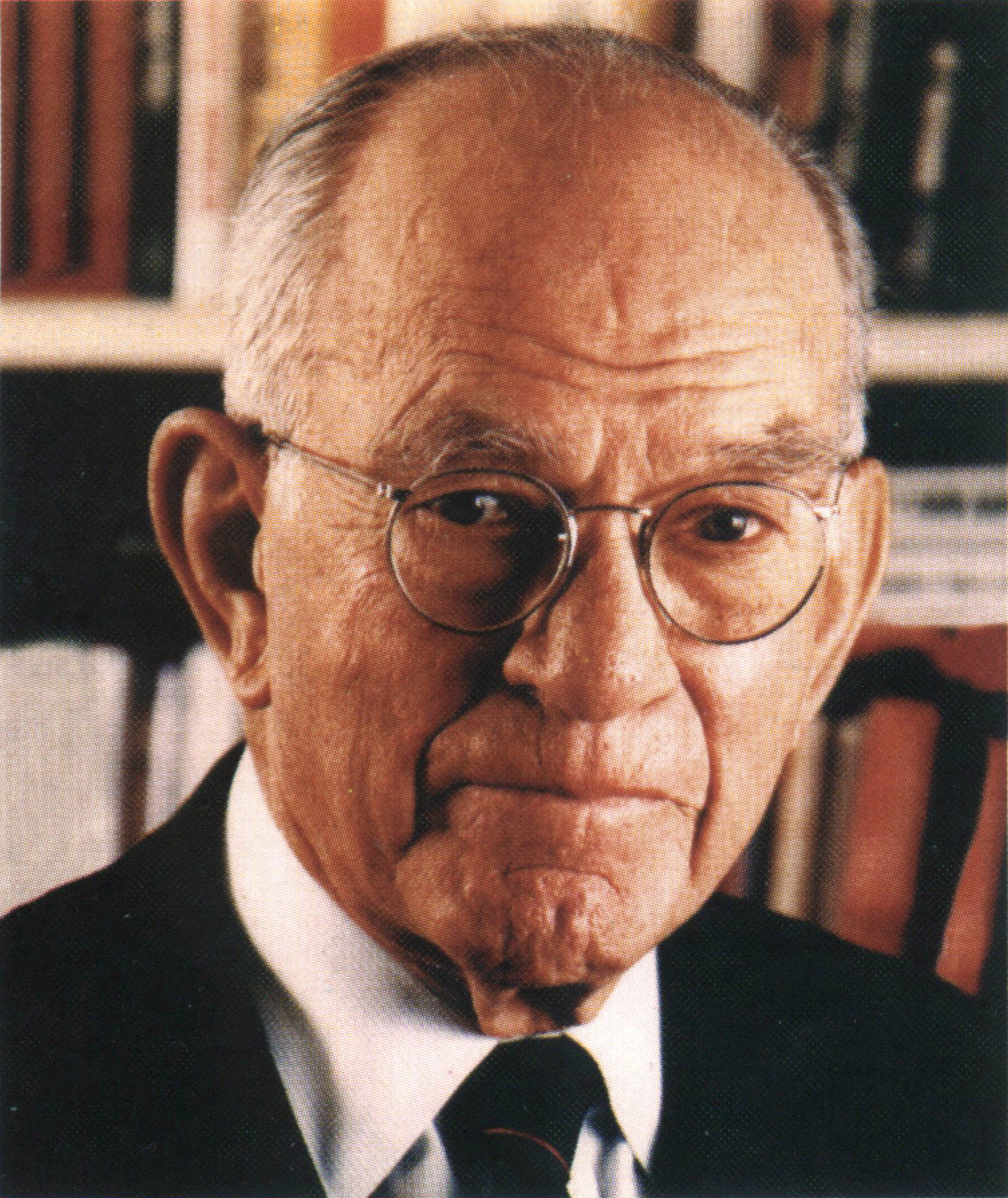
سناتور جی. ویلیام فولبرایت
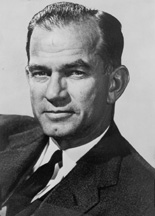
سناتور جی. ویلیام فولبرایت

1. ↑  "Get Noticed Through Prestigious Scholarships". U.S. News & World Report. November 25, 2011. Archived from the original on March 22, 2018. Retrieved March 22, 2018.
2. ↑  "Fulbright Scholar Program: About Us". Comparative and International Education Society. Archived from the original on June 21, 2017. Retrieved June 23, 2017.
3. ↑  "IIE Programs". Institute of International Education. Archived from the original on July 28, 2014. Retrieved July 28, 2014.
4. ↑  "Fulbright Program Fact Sheet" (PDF). U.S. Department of State. Archived (PDF) from the original on September 23, 2014. Retrieved December 16, 2013.
5. ↑  "Notable Fulbrighters". U.S. Department of State. Archived from the original on October 20, 2022. Retrieved October 27, 2022.
6. ↑  Morello, Carol (June 8, 2017). "That knock on a congressman's door could be a Fulbright scholar with a tin cup". The Washington Post. Archived from the original on June 12, 2018. Retrieved June 9, 2018.
7. ↑  "2024-03-07 Institute of International Education". Scholars at Risk (به انگلیسی). 2024-03-07. Retrieved 2024-08-22.
8. ↑  James, William A. (1987). "A Promising Future: The Fulbright Program with the USSR". The Annals of the American Academy of Political and Social Science. 491: 118–125. ISSN 0002-7162. JSTOR 1045063.
9. ↑  بورس رهبران فولبرایت و نخبگان حاکم در دهه آخر دوران پهلوی- حسام الدین آشنا - هیئت علمی دانشگاه علامه طباطبایی.
10. ↑  "Countries". Archived from the original on May 5, 2016. Retrieved March 23, 2020.
11. ↑  "Program Details by Country | Bureau of Educational and Cultural Affairs". Archived from the original on October 13, 2019. Retrieved March 23, 2020.
12. ↑  "Trump targets Fulbright in China, Hong Kong". www.insidehighered.com (به انگلیسی). Retrieved July 30, 2020.